# Mandalay (Band)
Mandalay war eine englische Band aus London, die dem Trip-Hop zugeordnet werden kann.

## Geschichte
Als sich Saul Freeman von den Thieves und somit von David McAlmont trennte, suchte er per Anzeige in der Musikzeitschrift Melody Maker eine geeignete Sängerin, um seine Vision von „gefühlvoller Musik“ mit der Gründung einer neuen Band umzusetzen. „Ein Song wird vom Gesang bestimmt, hinter einer großen Stimme muss alles zurücktreten“, war seine Idee. Die weibliche Stimme sollte klingen wie Elizabeth Fraser von den Cocteau Twins oder Shara Nelson von Massive Attack.
Als sich Nicola Hitchcock auf seine Anzeige meldete, sah er, dass sie diesem Anspruch gerecht werden konnte, da sie nicht nur über das harmonische Ausdrucksvermögen, sondern auch über die sprachlichen Mittel verfügte, die Freemans Sound die individuelle Note zu verpassen schienen.
Nach einer intensiven Studioarbeit von sechs Monaten erschien das Album Empathy. Kurioserweise wird dieses Album im Internet gerne als ein unveröffentlichtes Album der Gruppe Portishead gehandelt. Gastmusiker auf diesem Album ist der Trompeter Jon Hassell.
Mitte 2000 wechselte Mandalay zum Majorlabel V2 Records. Hier erschien das Album Instinct (Europa) bzw. Solace (USA).

## Diskografie
- Empathy (1998)
- Instinct (2001 in Europa), Solace (in den USA)